# Somateria
Somateria är ett släkte med stora änder som alla bär namnet ejder. De tre nu levande arterna inom släktet häckar i kallare trakter på norra halvklotet och är flyttfåglar.

## Arter
- Glasögonejder (Somateria fischeri)
- Praktejder (Somateria spectabilis)
- Ejder (Somateria mollissima)

### Fossil
Två ej beskrivna arter är kända från fossil, en från oligocena bergarter i Kazakstan och en annan från sen miocen eller tidig pliocen i gruvan Lee Creek i USA. Den första av de två kanske inte tillhör detta släkte.
1. ↑  AviList Core Team. 2025. AviList: The Global Avian Checklist, v2025. https://doi.org/10.2173/avilist.v2025